# Kostel svatého Matouše (Hrádek)
Kostel svatého Matouše apoštola v Hrádku u Ctiboře je farní kostel římskokatolické farnosti Hrádek v okrese Benešov, v pražské arcidiecézi. Kostel s hřbitovní zdí, se sochou sv. Václava, márnicí a křížem před branou hřbitova jsou od roku 1958 chráněny jako kulturní památka České republiky.

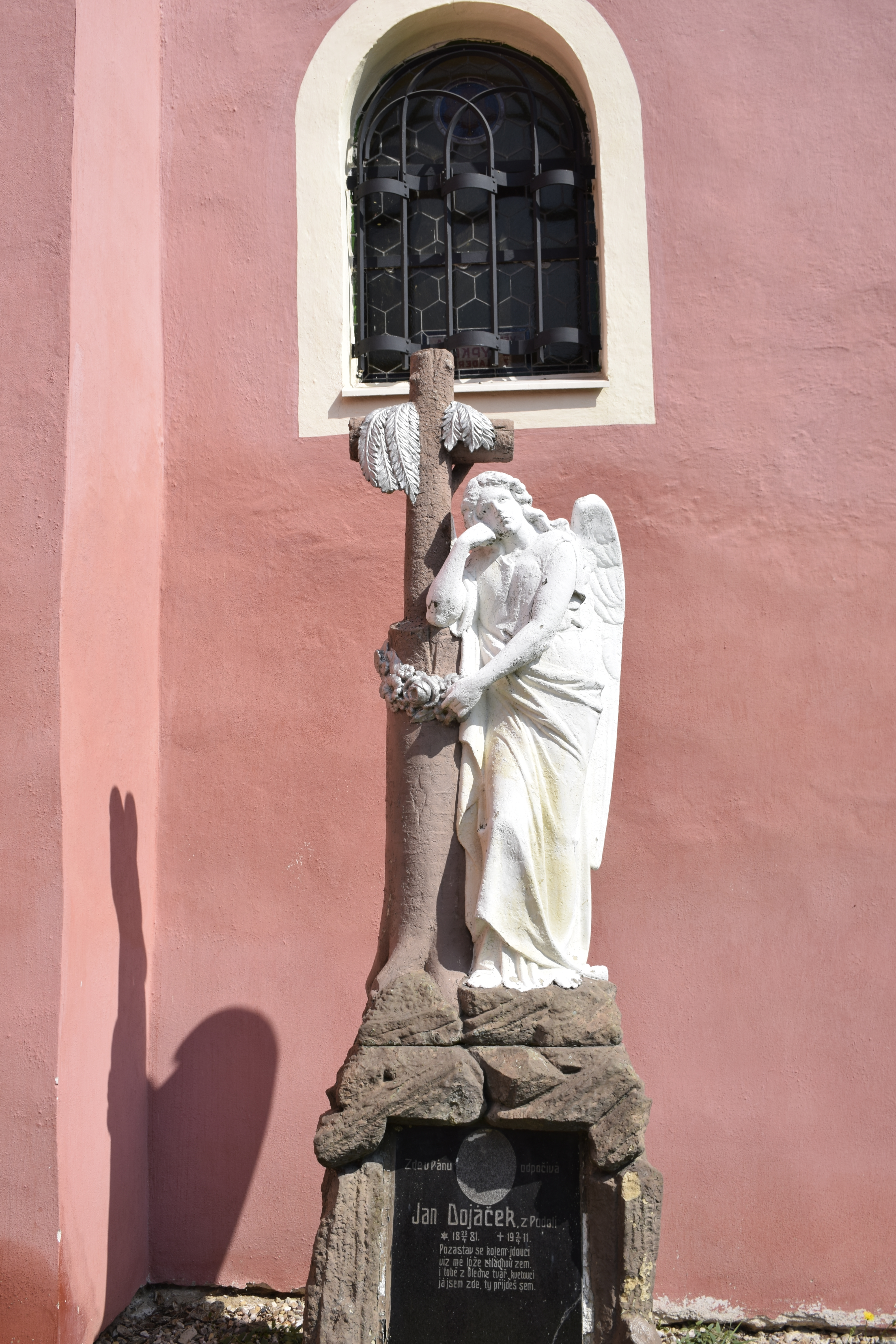
Hrob Jana Dojáčka († 1911)

## Historie
Kostel byl založen  nad meandrem řeky Blanice na hrádeckém ostrohu, při tvrzi. Nyní je v centru obce. Byl postaven v 1. polovině 13. století. V roce 1350 je písemně zmíněn jako farní. Během husitských válek fara zanikla a roku 1467 byla vypálena i tvrz. 
Po roce 1547 dali měšťané z Vlašimi kostel obnovit, protože ves se stala součástí vlašimského pantví. K milostné sošce trůnící Panny Marie s Ježíškem byly od 17. století konány poutě. Koncem 17. století byly ke kostelu přistavěny boční kaple, roku 1765 dostavěno horní patro věže s barokní bání a nedaleko kostela postaveno obydlí pro kněze. Roku 1780  byly poutě zakázány a soška úředně zajištěna, v roce 1790 byly poutě opět povoleny. Roku 1787 byla na Hrádku zřízena lokalie, v roce 1855 povýšená na faru. 
Prvními dvěma faráři zde byli od roku 1844 regionální dějepisec Antonín Norbert Vlasák (1812–1901) a František Dobromil Kamarýt (1812–1876). V roce 2001 byla fara smluvně svěřena Kongregaci kněží mariánů.

## Architektura
- Jednolodní stavba je podle tloušťky zdí středověkého původu, má na západním průčelí v šířce lodi hranolovou věž, která je krytá barokní bání s lucernou. V okoseném nároží věže je v barokní nice vsazena novodobá kopie sochy Panny Marie Lurdské.

V přízemí věže je valená klenba s výsečemi. Na střeše lodi je sanktusová věžička. Loď je prolomena obdélnými okny s půlkruhovými nebo segmentovými záklenky. V lodi a v bočních kaplích jsou rovné stropy, triumfální oblouk je ukončen segmentovým pasem. Presbytář je sklenutý gotickou křížovou klenbou. 
- Kostel je obehnán hřbitovní zdí zrušeného hřbitova se dvěma branami s barokním volutovým štítem.
- Jediný dochovaný hrob u chrámové zdi je označen Jan Dojáček z Podolí (1881-1911), stojí na něm socha truchlícího anděla s křížem.

## Interiér
- Hlavní oltář má barokní architekturu z 1. poloviny 18. století s novodobým obrazem apoštola svatého Matouše (z roku 1902) v rozvilinovém rámu, na postranních brankách jsou barokní sochy apoštolů sv. Petra a Pavla.
- Původní barokní obraz sv. Matouše z hlavního oltáře visí v severní boční lodi.[4]
- Panna Marie Hrádecká je poutní soška trůnící madony s Ježíškem, stojící na bočním oltáři v levé (jižní) kapli. Je řezaná z lipového dřeva, o výšce 71,5 cm. Má novodobou polychromii. Její esovité prohnutá postava je zahalená v bohatě nařaseném plášti, na  hlavě má obroučku nízké koruny, na níž pravděpodobně spočívala větší koruna barokní. Ježíška drží Panna Marie na levé paži, pravou ruku mu přikládá pod bradu. Ježíšek je vyobrazen v živém pohybu s ukloněnou hlavou a rozpaženýma rukama. Mariin trůn má jeden schod, na sedadle vysoký polštář a je bez opěradla. Originál sošky vznikl mezi léty 1370-1380 v téže řezbářské dílně jako madona z Bečova nad Teplou a je významnou gotickou památkou z počátku krásného slohu.[5]
- Protilehlá (severní) kaple sv. Josefa má zařízení z roku 1896: sochy sv. Josefa s Ježíškem, sv. Ludmily a sv. Alžběty.
- Ve věži visí tři zvony, nejstarší je datován letopočtem 1555.

## Kaple Panny Marie Hrádecké
Výklenková kaplička byla postavena roku 1826 nad studánkou, vyhledávanou pro údajně zázračnou vodu. Stojí asi 300 metrů jihozápadně od kostela. V roce 1904 byla kaple přestavěna. V průčelí jsou dva reliéfy andělů a nápis :Maria máti za náš lid rač se v nebesích přimluvit. Uvnitř kaple je na zadní stěně mozaika z glazovaných keramických tvarovek, zhotovená roku 1904 podle návrhu Jana Beneše v keramických závodech RAKO. Je na ní vyobrazeno zjevení Panny Marie Hrádecké v oblaku a pod ní pohled na obec Hrádek.